# TYS夕やけニュース21
『TYS夕やけニュース21』（ティーワイエス ゆうやけニュースにじゅういち）は、2001年4月から2005年3月までテレビ山口で放送された山口県向けのローカルワイドニュース番組である。

## 概要
長年続いた『TYSナウ』の後を受けて2001年にスタート。タイトルは、TYS初のワイドニュース『TYS夕やけニュースショー』に由来するもので、放送開始時からハイビジョン収録（スタジオ内のみ）。後番組は『TYSスーパー編集局』。
キャスターは、TYS報道記者（当時）の数井英司とTYSアナウンサー（当時）の木村智美。毎週金曜日には『TYS夕やけニュース21金曜版』と題し、TYSアナウンサー（当時）の土肥ゆきよが県内の各地を飛び回っていた。また、2001年から2002年3月までの1年間は、『TYS夕やけニュースショー』や『TYSニュース6』のキャスターだった小林真人が務めていた。放送第1回目では、下松市の切戸川の河川敷からの放送が行われた。
深夜便は、『TYSナウ』や『TYSスーパー編集局』と同様に当日放送分の素材を編集して放送されていた。

## 題名に「夕やけニュース」を復活させた理由
2001年4月に放送されたこの番組の1回目で、小林は「夕やけニュース」の題名を復活させた理由として「山口県内初の大型ワイドニュースとして立ち上げた『夕やけニュースショー』はTYSの報道の原点でもあった。21世紀を迎え、20世紀の社会の仕組みが変わりつつある中、この番組は原点に立ち返って視聴者の視点でニュースを届けたいと考えた。そして不透明で殺伐とした時代だからこそ、『夕やけを見て明日は晴れる』という気持ちになってほしいと思い、夕やけニュースを復活させた」と話していた。
| テレビ山口 平日の夕方のローカルニュース | テレビ山口 平日の夕方のローカルニュース       | テレビ山口 平日の夕方のローカルニュース |
| 前番組                                  | 番組名                                        | 次番組                                  |
| --------------------------------------- | --------------------------------------------- | --------------------------------------- |
| TYSナウ                                 | TYS夕やけニュース21 （2001年4月 - 2005年3月） | tysスーパー編集局                       |